# كينيث ماككلور بيرد
كينيث ماككلور بيرد (بالإنجليزية: Kenneth M. Baird)‏ هو فيزيائي أمريكي، ولد في 1923.